# بينيديكت موريل
بينيديكت أوغستين موريل (22 نوفمبر 1809 – 30 مارس 1873) هو طبيب نفسي فرنسي مولود في فيينا، النمسا. كان موريل شخصية مؤثرة في مجال نظرية الانحطاط خلال منتصف القرن التاسع عشر.

## نظرية الانحطاط
يُشتهر موريل بوضعه نظرية الانحطاط في خمسينيات القرن التاسع عشر. بدأ في تطوير هذه النظرية أثناء عمله كمدير مصح عقلي في سان يون الواقعة شمال فرنسا. في القرن التاسع عشر، شهدت فرنسا زيادة في معدلات الجريمة، والأمراض والاضطرابات العقلية، الأمر الذي أثار اهتمام موريل. أصر موريل على تحديد الأسباب الكامنة خلف هذه الزيادة. ساهمت خلفية موريل السياسية الراديكالية والكاثوليكية إلى حد كبير في تشكيل مساره. لاحظ موريل أن مرضى الإعاقات الذهنية في المصح العقلي مصابون أيضًا بشذوذات جسمية مثل الدراق. نجح موريل في توسيع هذه الفكرة عقب ملاحظته معاناة معظم مرضى المصح من سمات جسدية غير طبيعية. استندت نظرية الانحطاط لموريل إلى فكرة نشوء الاضطرابات النفسية وغيرها من الشذوذات السلوكية كنتيجة لتركيب الفرد الشاذ. يشير هذا أيضًا إلى اعتقاده بوجود نوع مثالي من البشر الذين غيرتهم أوجه الانحطاط. اعتقد موريل أن هذه الشذوذات قابلة للانتقال وراثيًا وأنه هناك تفاقم تدريجي في درجة الانحطاط عبر الأجيال. لم ينظر موريل إلى هذه السمات باعتبارها إمراضية محددة، بل بوصفها شذوذًا إجماليًا مثل الجهاز العصبي شديد التأثر بالاضطرابات المحدثة بالسموم المفرطة. بدأ الجيل الأول مع العُصاب، ثم ظهر الاغتراب العقلي في الجيل التالي. بعد الجيل الثاني، أدى الاغتراب العقلي إلى تطور البله. في النهاية، كان مصير الجيل الرابع العقم.
في نظرية موريل، اعتُبر الانحطاط مرادفًا لأي شيء مختلف عن الحالة العادية أو الطبيعية. اعتُبرت هذه الشذوذات ناجمة عن التأثيرات البيئية مثل النظام الغذائي، والأمراض والفساد الأخلاقي أو السمات المتوارثة من جيل إلى آخر مثل الكحولية والعيش في الأحياء الفقيرة. نظرًا إلى قانون التقدمية، تتفاقم أوجه الانحطاط عبر الأجيال منتجة المزيد من المجرمين والعُصابيين الذين يمتلكون درجة أسوأ من الانحطاط. مع مرور الوقت، يستمر الانحطاط في التفاقم حتى قدوم الأجيال اللاحقة (الجيل الرابع على وجه التحديد) الحمقاء لدرجة معاناتها بشكل أساسي من العقم منتهية بانقراض الأسرة الشاذة. فسرت هذه النظرية الزيادة في معدل الاضطرابات العقلية وسمحت أيضًا لموريل بإيجاد رابط بين العديد من الأمراض المختلفة عن بعضها البعض إلى حد كبير باعتبارها ناجمة عن الأجيال السابقة ومتزايدة في التباين مع مرور الوقت. نظرًا إلى وجود زيادة في معدل الاضطرابات العقلية، اعتقد موريل أن المجتمع في طريقه نحو انقراض البله. اعتقد موريل أن أعلى مرحلة للمرض الانحطاطي متمثلة في الجنون. استطاع موريل تصنيف أوجه الانحطاط في أربع فئات رئيسية: الهستيريا، والجنون الأخلاقي، والبله والحمقى.
في عام 1857، نشر موريل نظرية الانحطاط الخاصة به في رسالة في أوجه الانحطاط الجسدي، والفكري والأخلاقي لدى الجنس البشري والأسباب المنتجة لهذه الأصناف المريضة. تضمن عمله هذا صورًا عائدة إلى اثني عشر مريض مظهرًا السمات الجسدية، والعقلية والأخلاقية المستخدمة كدليل على الانحطاط. شملت بعض هذه السمات شكل الأذن المغاير للاعتيادي، والوجوه غير المتناظرة، والأصابع الإضافية وسقوف الحنك عالية التقبب ذات التمثيلات النفسية أيضًا. شهد عمل موريل استقبالًا جيدًا. ربطت النظرية الطب النفسي مع الطب العام لتوفير سبب شامل ومدروس بشكل جيد لمشكلة اجتماعية كبيرة. أصبحت هذه النظرية سائدة نظرًا إلى نجاحها في تأسيس المعاملة الأخلاقية في العلوم، التي كانت موضعًا للشك في تلك الفترة الزمنية. أعطت نظرية موريل أيضًا الأطباء النفسيين، الذين لم يتمكنوا في السابق من مساعدة مرضاهم، القدرة على تفسير أسباب عدم نجاحهم. تسمح نظرية الانحطاط باعتبار بعض الاضطرابات النفسية وراثية وغير قابلة للشفاء بواسطة الطبيب النفسي. استطاعت نظرية الانحطاط أيضًا تفسير جميع الاضطرابات النفسية. عند فشل الطبيب النفسي في إيجاد السبب الجسدي للمرض، يمكنه في هذه الحالة إلقاء اللوم على تركيب الفرد. انتشرت هذه النظرية بسرعة في جميع أنحاء أوروبا وظهرت العديد من الشخصيات البارزة التي نشرت معلومات النظرية واستخدمتها في تفسير علم النفس الإجرامي، واضطرابات الشخصية والاضطرابات العصبية. عمل ويلهم غريسنغر على تقديم نظرية موريل في ألمانيا، وساعد فالنتين ماغنان على نشر أفكاره في فرنسا بالإضافة إلى مساهمة سيزار لامبروسو في إدخال النظرية إلى إيطاليا. في ثمانينيات القرن التاسع عشر، حظيت نظرية الانحطاط لموريل بأهمية بالغة داخل الطب النفسي الفرنسي وشملت الغالبية العظمى من الشهادات التشخيصية في المستشفيات العقلية الفرنسية عبارات الانحطاط العقلي.